# Vervoersovereenkomst
De vervoersovereenkomst of vervoerovereenkomst is een overeenkomst tot het vervoeren van personen of goederen.
De overeenkomst voor goederenvervoer over de weg is in Europa en enkele andere landen geharmoniseerd door de CMR-conventie.
In België is de vervoerovereenkomst een benoemde overeenkomst, sinds 2018 geregeld in de artikelen X.41 tot X.61 van het Wetboek van Economisch Recht. Voordien was deze materie geregeld in de wet van 25 augustus 1891, die onderdeel was van het Wetboek van Koophandel.